# Biblioteca Internazionale per ragazzi Edmondo de Amicis
La Biblioteca Internazionale per ragazzi Edmondo de Amicis di Genova, è il primo istituto bibliografico della Liguria e italiano specializzato nella raccolta e sviluppo della letteratura nazionale e internazionale per l'infanzia.
Possiede 185 dischi, 16 nastri, 50 filmati, 1.143 diapositive, 154 microfilm, 474 microfiche, 134 periodici, 65 periodici spenti, 69 periodici correnti, 35.000 volumi e opuscoli.

## Storia
È ospitata dal 1999, in un'aria di 2.300 m², nei Magazzini del cotone del Porto Antico di Genova. Prima, la biblioteca si trovava nel quartiere di San Fruttoso a Villa Imperiale e poi nella Scuola Media Parini.
Il suo primo direttore è stato Marino Cassini e ha descritto, tre periodi, nella storia della biblioteca.

### Periodo verde

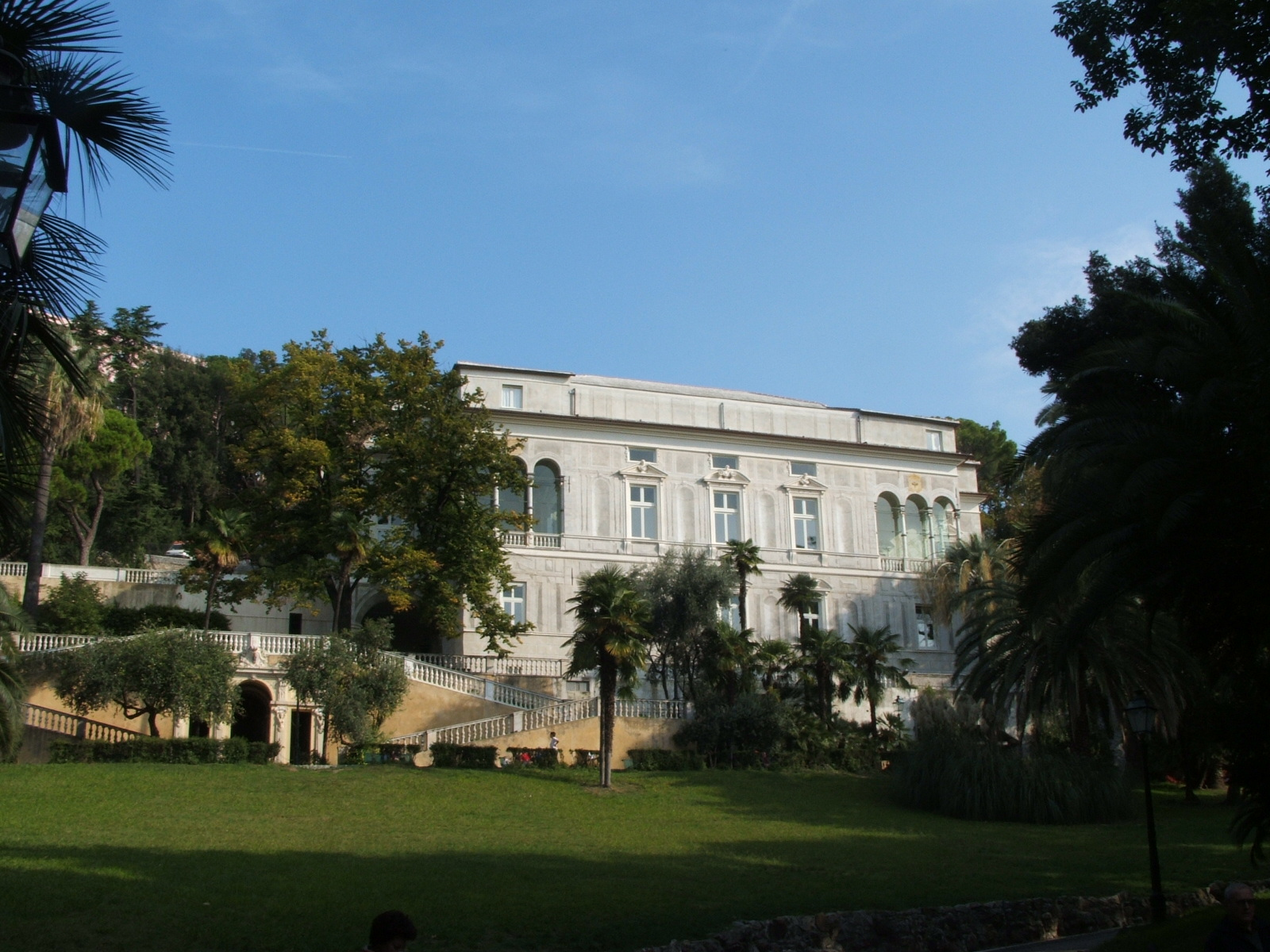
La sede originaria

È il periodo delle origini, contraddistinto dal colore verde del parco della struttura originaria.
Il 18 maggio 1971, venne inaugurata la Biblioteca per i fanciulli De Amicis, così era il suo nome di origine, nella sua sede originaria della cinquecentesca Villa Imperiale, col suo parco, nel quartiere genovese di San Fruttuoso.
È la prima biblioteca nazionale e locale, specializzata nella letteratura per infanzia e ragazzi.
Nata sul modello della biblioteca Jugendbibliothek di Monaco di Baviera e della parigina di Clamart-sur-Seine, fu all'avanguardia nel promuovere la novità dei servizi per la letteratura dell'infanzia.
Importante per la sua natura di Biblioteca Internazionale, fu la donazione di volumi stranieri, fatta dalla direttrice della Jugendbibliothek, Jella Lepman.
Nel 1965, nasce la rivista Il minuzzolo.
Nel 1976 diviene LG argomenti dall'idea di Pino Boero.
Nasce Il Centro Studi di Letteratura Giovanile . Tutti i numeri della rivista sono consultabili in biblioteca.

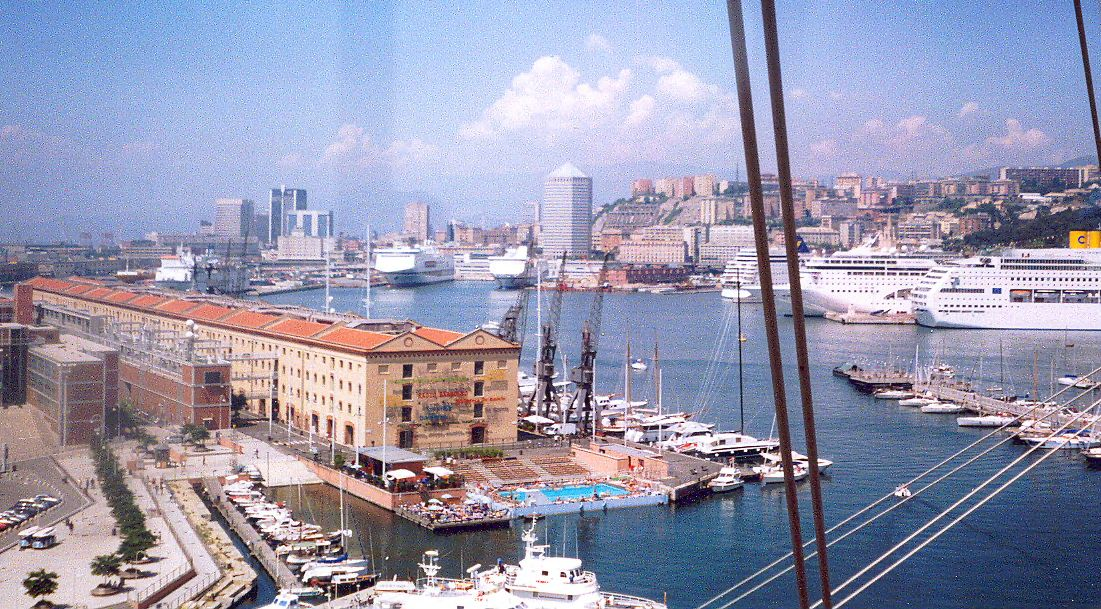
La sede attuale

### Periodo grigio
La sede viene trasferita negli anni ’90 nei locali della Scuola Media Parini, in via Archimede. Il periodo è soprannominato "grigio" perché qui il colore che predomina è quello dell’asfalto e traffico cittadino.

### Periodo blu
È il colore del blu del mare e del cielo del porto antico di Genova, dove, ha la sua nuova sede di 2.300 m², nei Magazzini del Cotone, quello che predomina nel periodo dal 22 giugno 1999 ad oggi con il nuovo e attuale percorso .

## Servizi
È centro di pubblica lettura e di letteratura internazionale delle giovani generazioni. Ha un programma di mostre, letture, convegni, discussioni, incontri e conferenze, con laboratori.
È dotata di aule e spazi multimediali e ludici, strumenti audiovisivi, proiettori, lavagne luminose .